# Okto (Autriche)
 (mars 2023).
Si vous disposez d'ouvrages ou d'articles de référence ou si vous connaissez des sites web de qualité traitant du thème abordé ici, merci de compléter l'article en donnant les références utiles à sa vérifiabilité et en les liant à la section « Notes et références ».
Okto est une chaîne de télévision associative locale à Vienne, Autriche.

## Histoire
Okto est la première chaîne associative autrichienne, diffusée à partir de 2005. Dorf à Linz apparaît en 2010, FS1 à Salzbourg en 2012.
La chaîne est créée dans le cadre des Rot-Grünen Projekte par l'association pour la création et l'exploitation de chaînes de télévision ouvertes à Vienne en 2005. Après une période de constitution de neuf mois, elle diffuse à l'antenne le 28 novembre de la même année à 20 h avec l'émission Afrika TV.

## Organisation
Le propriétaire du média est Community TV-GmbH. Le conseil d'administration comprend Nina Horaczek, Ute Fragner, Maria Windhager, Edith Bachkönig, Helga Schwarzwald, Joanna Liu, Otalia Sacko, Vedran Dzihic et Tassilo Pellegrini. D'anciens membres sont Armin Thurnher ou Peter Huemer.

## Financement
Il n'y a pas de publicité sur Okto, la station est financée par la municipalité de Vienne. Certaines émissions peuvent être cofinancées par un financement de l'Union Européenne.

## Programme
Le programme s'adresse à des groupes qui, selon les propres déclarations de la station, « sont sous-représentés dans le paysage médiatique autrichien ». Ces directives du programme d'Okto servent de base. La participation est le plus souvent bénévole. Étant donné que la station est conçue comme une plate-forme de communication pour Vienne, quiconque souhaite participer peut présenter un concept de programme pour une production en série sur une période d'environ six mois après avoir terminé l'atelier de base et une émission pilote.
L'autorité de régulation KommAustria approuve « une station régionale non commerciale, participative et de 24 heures conformément aux principes de la Charte de la télévision communautaire en Autriche ». La station se considère comme une offre complémentaire dans l'intérêt public-non lucratif aux programmes existants de service public de l'ORF et des concurrents privés-commerciaux. Dans une procédure contre l'ancien opérateur MUX C, qui souhaitait retirer le programme de l'offre de diffusion, l'autorité de régulation a expressément reconnu en novembre 2012 que la station régionale viennoise devait être considérée comme « un élément important du bouquet de programmes au regard de la diversité d'opinion ».
La station diffuse aussi des émissions de chaînes de télévision associatives allemandes.

## Diffusion
Okto peut actuellement être reçue dans toute l'Autriche par les opérateurs A1 Kabel TV et MagentaTV.
En Basse-Autriche et dans le Burgenland, Okto est également visible dans le bouquet de programmes numériques de Kabelplus. De plus, simpliTV diffuse Okto dans la grande région de Vienne ainsi que dans certaines parties de la Basse-Autriche et du Burgenland. Outre le câble et le DVB-T2, la station fait aussi de la diffusion en direct sur Internet.

## Partenariat
Okto est membre du Verband Community Fernsehen Österreich et du Verband Freier Rundfunk Österreich.